# История Салавата
История Салава́та охватывает время формирования города Салавата (с 1940-х годов) и населенных пунктов, вошедших в состав города (с XVIII века).

## Причины возникновения города Салавата
Возникновению города Салавата в БАССР способствовали следующие обстоятельства:
- Открыты большие месторождения нефти в Ишимбае (Второе Баку)
- Нужда в топливе для самолётов, ракет и автомобилей, продуктах нефтехимии (минеральные удобрения, этилен)
- Наличие большого количества незанятой рабочей силы (военнопленные, заключенные лагерей)
- Наличие большой реки Белой в этом районе и строительных материалов (песок, гравий, лесоматериалы).

## Предыстория
Во время Крестьянской войны 1773—1775 годов в районе будущего города в сентябре 1773 года проходила конница Салавата Юлаева в направлении боестолкновения с войсками Емельяна Пугачева, о чём гласит надпись на камне у площади Победы в Салавате.
Во время противостояния и под воздействием отца, ранее перешедшего на сторону Пугачева, Салават решил примкнуть к Пугачеву, нарушив присягу царскому правительству.
На месте будущего города Салават стояли деревни Аллагуват, Карлыкуль, Кудакай, Ирек, Кызыл Аул, Артель Куч, Новопетровский (Кожак), Малый Аллагуват и др.
В Советское время в деревне Большой Аллагуват находилась центральная усадьба колхоза-миллионера им. К. Маркса. Колхоз прославился выращиванием овощей.

## 1940-е годы
В 1946 году в городе Черногорске (Хакасия) была образована дирекция строящегося нефтехимического комбината № 18. В 1947 году было принято решение о перебазировании комбината № 18 в Башкирию для гидрирования тяжелых продуктов нефтепереработки (мазутов) и получения из них бензина и дизельного топлива. Сюда же перевозилось и оборудование, полученное по репарации из Германии.
В январе 1948 года Совет Министров СССР своим распоряжением утвердил площадку строительства предприятия. В марте того же года Совет министров Башкирской АССР принял постановление, определившее конкретные площадки под строительство комбината в районе деревни Большой Аллагуват и рабочего поселка на 25 тысяч жителей в районе деревни Мусино.
Салават был основан 30 июня 1948 года как посёлок Новостройка в связи с началом строительства нефтехимического комбината № 18. На строительство комбината Постановлением Совета министров СССР от 30 марта 1948 год были этапированы заключенные и военнопленные — более 25 тысяч человек. Большинство из них бок о бок работали со строителями на возведении цехов комбината и жилых кварталов.
Город Ишимбай — первооткрыватель башкирской нефти (Второе Баку) — положил начало будущему городу Салавату, оказал серьёзную помощь в организации строительства комбината № 18, а также в самом строительстве будущего города. Поселковый Совет, созданный на территории, с которой начинался Салават, подчинялся Ишимбайскому городскому Совету. Ишимбайцы положили начало и комбинату, и городу, помогли им набрать силу и встать на ноги, приютили первых его строителей, поделились с ними всем, что имели сами.
Даже нумерация возводимых школ в Салавате первоначально шла после школ города Ишимбая. Посёлок имени Салавата Юлаева оставался в составе города Ишимбая до 1954 года.
Первые строители жили в палатках, бараках на улице Строителей, окружающих деревнях. За продуктами организовывали выезды в окружающие города Ишимбай и Мелеуз. Строительство города шло по кварталам. Построены кварталы № 1—8. На случай ядерной войны на каждые 4 квартала строилось одно бомбоубежище.
Основным застройщиком города стал трест «Салаватстрой». Здание треста располагалось на улице Пушкинской, потом на улице Ленина. Первыми руководителями строительства были С. А. Пономарев и В. Д. Меркурьев. В 1960-годах им руководил заслуженный строитель Башкирии Л. Г. Альтерман. Город застраивался кварталами размером 200×200 м (новые кварталы 1960-х годов размерами 500×700 м). В каждом квартале были социальные объекты — детские сады, школы, спортивные залы, магазины.
В 1948—1949 годах были построены деревообрабатывающий комбинат (ДОК), кирпичный завод, обеспечивающие стройку строительными материалами, хлебозавод, проложена железная дорога, построено здание железнодорожной станции.
В те же годы широким фронтом развернулись работы на строительстве газового завода и завода гидрирования, велось строительство ТЭЦ, ремонтно-механического завода (РМЗ), катализаторной фабрики, ТСЦ, цеха МЦК и других вспомогательных объектов. Было начато строительство Ново-Ишимбайского НПЗ[неизвестный термин].
Первым учебным заведением Салавата стала школа в бараке № 19 на улице Строителей. Школа числилась как школа г. Ишимбая № 23. Затем школа переехала в двухэтажное здание на ул. Б. Хмельницкого.

## 1950-е годы
В 1950 году в городе открылось первое кафе под названием «Голубой Дунай».
Для подготовки по рабочим специальностям в 1952 году на базе комбината № 18 было открыто ремесленное училище № 1.
После смерти Сталина были ликвидированы лагеря для заключённых, военнопленные распущены по домам. Оставшиеся после них бараки по улице Северной, Первомайской, Строителей были снесены в 1970-х годах и на их месте построены современные кирпичные дома.
12 июня 1954 года посёлок Салават был преобразован в город, получивший название в честь башкирского поэта, национального героя Салавата Юлаева.
В связи с преобразованием рабочего посёлка в город приказом Генерального прокурора СССР от 5 августа 1954 года была создана прокуратура Салавата.
В том же году, по решению ЦК КПСС, вышел первый номер городской газеты «Ленинский путь».
В 1955 году открылся Салаватский медицинский техникум.
В 1956 году в состав Салавата была включена деревня Мусино Мелеузовского района.
В том же 1956 году состоялось открытие городского железнодорожного вокзала, а также в Салават был переведен Аургазинский колхозно-совхозный театр, ставший впоследствии Салаватским государственным башкирским драматическим театром.
В 1957 году был основан Салаватский индустриальный техникум.
В 1958 году строительство в Салавате было объявлено Всесоюзной ударной комсомольской стройкой. Со всей страны по комсомольским путёвкам съезжалась молодёжь строить город и его промышленные объекты. Через 10 лет комсомол Салавата был награждён Орденом Трудового Красного знамени.
Градообразующим предприятием становится «Салаватнефтеоргсинтез». На предприятии постоянно вводятся в строй новые объекты (производство этилен пропилена, бензина, керосина).
Строительство двухэтажных кирпичных домов в городе продвигалось настолько быстрыми темпами, что в 1950-х годах был построен целый город с 50-тысячным населением, детскими садами, школами, больницами, кинотеатрами «Родина» (архитектор З. О. Брод) и «Комсомолец», стадионом «Строитель».
Была построена трамвайная линия, и трамвай стал основным видом транспорта, доставляющим работников предприятий на работу в промышленную зону. Со временем трамвайный маршрут был удлинён от нефтехимического комбината до стекольного завода.
В 1957 году на базе ремонтно-механического завода был образован Салаватский машиностроительный завод (СМЗ).
В 1950-х годах город окружила сеть загородных оздоровительных, спортивных, туристических баз, пионерских лагерей, лучшим из которых стал Детский оздоровительный центр «Спутник» (Салават), признанный позже (2005) лучшим корпоративным лагерем России.

## 1960-е годы
В 1961 году в городе открылись педагогическое и музыкальное училище.
Была проведена газификация города. В квартирах на смену печкам и керосинкам пришли газовые плиты. С крыш многоквартирных домов были демонтированы печные трубы.
В 1962 году был введён в строй Салаватский завод технического стекла (СЗТС). В том же году была произведена и отгружена потребителям первая продукция завода — штапельное стекловолокно в рулонах.
В 1964 году был построен ДК Нефтехимик — Дворец культуры Нефтехимик (Салават). В 1969 году здесь дает сеансы гипноза В. Мессинг.
В 1966 году построена Ново-Салаватская ТЭЦ. Мощность первой очереди ТЭЦ составила 50 тыс. квт.
Началось строительство кирпичных пятиэтажных домов, панельных «хрущевок». В 1967 году были построены первые девятиэтажные дома. Продолжалось строительство Салаватского стекольного завода, корпусов по производству термосов.
Построена исправительная колония особого режима № 4 на 1200 мест.
Построен вантовый пешеходный мост через реку Белая, Парк культуры и отдыха (Салават), Стадион имени 50-летия Октября. Мост позволяет осваивать места отдыха за рекой. До строительства моста летом реку при необходимости переходили вброд. Вброд же переправлялись тогда на телегах, запряженных лошадьми жители из окрестных деревень.
За рекой Белая, на месте карьеров, оставшихся после добычи гравия для строек города, образовались большие озера. Эти озера стали местом водопоя для стад крупного рогатого скота местных жителей.

## 1970-е годы
Летом 1971 года было принято решение о создании в городе фабрики охотснаряжения (в декабре 1971 предприятие было введено в эксплуатацию и начало выпуск продукции).
В 1971 году за досрочное выполнение восьмого пятилетнего плана по созданию и освоению крупнотоннажных производств и достижение высоких показателей Салаватский нефтехимический комбинат был награждён высшей наградой страны того времени — орденом Ленина — и стал именоваться «Салаватский ордена Ленина нефтехимический комбинат».
8 июля 1974 года в 18 км от Салавата у села Ильинка одиночными подземными взрывами ядерных зарядом мощностью около 10 килотонн на глубинах 1880—2350 метров был создан подземный резервуар для использования в качестве подземного хранилища жидких токсичных отходов производства гептила (ракетного топлива), не подлежащих дальнейшей переработке, для предприятия «Салаватнефтеоргсинтез» — объект «Кама-1». Перед взрывом была остановлена работа предприятий, жителей просили покинуть дома. При взрыве заряда в городе ощущалось землетрясение силой в 2 балла.
Построен Дворец спорта на стадионе «Нефтехимик», кинотеатр Октябрь, обелиск на площади Победы, новый автовокзал. В середине 1970-х годов в Салавате было 5 кинотеатров: «Октябрь», «Комсомолец», «Родина», «Заря» и детский кинотеатр «Орлёнок» на улице Островского. На месте снесённого кинотеатра «Пионер» на улице Пушкина было открыто похоронное бюро.
В те же годы были снесены последние дома барачного типа, ликвидированы временные посёлки ГАТК-1, ГАТК-2, посёлок кирпичного завода.
Телевещание в Салавате ведётся по 2 каналам телевидения, один из которых частично на башкирском языке.

## 1980-е годы
В 1980-х годах были построены дома культуры «Алмаз» и «Строитель», улица Юлаева и продолжение улицы Ленина.
Салаватский оптико-механический завод начал выпуск разнообразных биноклей, включая бинокли ночного видения, помогал в строительстве завода биноклей в Загорске (Сергиев Посад).
В 1983—1988 годах построена сеть водопроводов для обеспечения жителей Салавата питьевой водой из подземных источников пос. Зирган. Вода настолько чистая, что не требуется её обеззараживания. Результаты исследований позволяют отнести воду из скважин северного фланга водозабора к 27-й группе вод Миргородского типа. То есть вода, которую пьют салаватцы, признана минеральной и рекомендована для использования в лечебно-питьевых целях и для розлива.

## 1990-е годы
Строилась улица Ленинградская — самая южная улица города, микрорайон «Желанный» с частными коттеджами.
Городская газета «Ленинский путь» была переименована в «Выбор». Начинался выпуск газеты бесплатных объявлений «Уныш».
Проводилось акционирование предприятий города. Жители города приватизировали свои квартиры. Возник рынок жилья.
С 1994 году началось строительство церкви Святого Благоверного Князя Димитрия Донского, которое закончилось в 2002 году. Строительство хозяйственных зданий храма продолжалось ещё несколько лет. В 2000 году закончилось строительство Церкви евангельских христиан — баптистов.
C 1992 по 2004 год строилась Салаватская соборная мечеть.
В пользование жителей города бесплатно передавались земли (по 4—6 соток) за 116 кварталом и у речки Сухайля.
Были акционированы градообразующие предприятия Салавата — «Салаватнефтеоргсинтез», «Салаватнефтемаш», «Салаватстекло».
Здание бывшего кинотеатра Комсомолец было перестроено под городской ЗАГС.

## 2000-е годы
В 2000-х годах были снесены деревянные двухэтажные дома по улице Горького, а жители переселены в новые, современные дома. Первые этажи домов, расположенных на центральных улицах города переоборудовались под магазины. На центральном колхозном рынке был построен двухэтажный супермаркет, на улице Ленина супермаркет «Гостиный двор».
Построен ледовый стадион с искусственным покрытием.
19 апреля 2000 года решением Президиума Салаватского городского Совета № 16/115 утверждено положение о гербе Салавата. В Положении дается описание герба как разговорным языком, так и «блазонное» описание. Авторы герба: Александр Викторович Лаврухин и Ривинир Тимершаехович Фаезов.
Памятник Салавату Юлаеву, стоявший в парке на улице Строителей, был перенесён на улицу Юлаева и установлен на новом, более высоком постаменте. В детском парке на его место был перенесён памятник Пушкину. В 2003 году открылся Мемориальный комплекс «Земля Юрматы».
В 2005 году детский оздоровительный центр «Спутник» был признан лучшим корпоративным лагерем России.
В связи с начавшимся в стране в 2008 году финансовым кризисом резко упал спрос на продукцию предприятий Салавата, особенно ОАО «Салаватнефтеоргсинтез» (минеральные удобрения), что сказалось на уровне зарплат и безработице в Салавате.
Большая часть города была охвачена интернетом и кабельным телевидением.
В 15 км от города на горе Зиргантау была построена горнолыжная трасса с подъёмниками и корпусами для отдыха.
На месте снесённых деревень, попавших в зону нефтехимического комбината СНОС, был построен мемориальный комплекс Земля Юрматы.
Закончено строительство мечети, православного храма.
В поселке Мусино было выстроено подворье Покрово-Еннатского мужского монастыря с деревянным храмом.
В 2009 году в здании бывшего кинотеатра Родина открылся Салаватский краеведческий музей.

## 2010-е годы
В 2010-х годах Салават стал третьим по величине и второй по объёму выпускаемой продукции город в Башкортостане.
Продолжалось жилищное строительство в южной части города. Однако рост населения остановился ещё в 2000-годы, что объясняется[кем?] как оттоком населения на работу на Север и в центральные регионы России, так и последствиями демографического кризиса в стране.
В 2010 году был демонтирован Дворец спорта на стадионе Нефтехимик.
На улице Юлаева был реконструирован мемориальный комплекс «Вечный огонь». В комплексе установлены танк, БТР, памятный пилон воинам-салаватцам, павшим в Афганистане, Чечне, других горячих точках и местах военных конфликтов.

По программе переселения жителей из ветхого жилого фонда были снесены дома по улицам Горького, Строителей, Б. Хмельницкого, Речная, Первомайская.
К 2011 году общая площадь жилого фонда Салавата составляла 3203,3 тыс. м², а на одного человека в Салавате приходилось 20,6 м² жилья.
В 2012 году открылись после длительной реконструкции — парк культуры и отдыха, новый дворец спорта. Район города между лицеем № 1 и парком стал центром отдыха и спорта Салавата.
Градообразующее предприятие ОАО «Салаватнефтеоргсинтез» было переименовано в ОАО «Газпром нефтехим Салават». К 2011 году предприятие одним из первых в Башкортостане преодолело последствия кризиса.
В 2011 году Управление Росприроднадзора по Башкирии возбудило иск о взыскании 3,1 млрд руб. с компании «Газпром нефтехим Салавата» (ГНС) в счёт недополученной платы за размещение в 2008 году отходов производства гептила на объекте ядерного происхождения «Кама-1». Арбитражные суды трёх инстанций не удовлетворили иска Росприроднадзора, согласившись с доводами представителей ГНС, что класс этих отходов не был определён. В 2017 году Верховный суд РФ отказался пересматривать акты нижестоящих судов.

## Связь и телекоммуникации
Радио
В 1940—1950 годах салаватцы в основном пользовались радиоприемниками и кабельной радиотрансляцией, подведенной к каждой квартире. По кабелям принималось и салаватское радио.
Одновременно с этим в городе работало большое количество частных незарегистрированных радиостанций в диапазоне средних волн. Несмотря на запрет публикации схем радиопередатчиков, любой радиолюбитель мог достать и сам собрать такую схему. Качество передач частных радиостанций обеспечивалось ламповой элементной базой.
Телевидение
В 1959 году в Уфе была построена 180-метровая телебашня и установлен мощный передатчик телепередатчик ТТР-5/2,5. В Башкирии с телебашни начали работу УКВ-ЧМ радио и телевидение. Одновременно с этим построены радиорелейные линии Уфа — Салават и построена телевизионная башня в Салавате.
1 марта 1959 года в Салавате началась регулярная трансляция передач Башкирского телевидения и УКВ радио.
Вначале телепередачи шли по 2,5 часа в день по три раза в неделю. 9 апреля 1962 года бюро обкома КПСС и Совет Министров БАССР приняли совместное постановление «О мерах по получению программ Центрального (Московского) телевидения в Башкирии». В 1964 году начались трансляции телепередач через радиорелейные станции из Москвы.
В конце 1965 года жители Салавата впервые смогли посмотреть новогодние московские передачи.
В 1966 году в Салавате началось опытное двухпрограммное телевещание. Транслировался первый канал телевидения и второй, частично на башкирском языке. В 1980-х годах телевидение стало цветным. В 1997 году была введена в эксплуатацию цифровая радиорелейная линия связи «Уфа — Салават» на оборудовании DRS-155/8000 фирмы «Bosch Telecom» Германия, это позволило жителям Салавата смотреть программы Республиканского телевидения с цифровым качеством.
В 1990-х годах в Салавате начали транслировать телевидение по проложенным телевизионным кабелям.
Телефония
В 1950-х годах на улице Гагарина был построен телефонный узел связи, и горожане были обеспечены телефонами. В 1958 году комбинат № 18 передал узлу связи декадно-шаговую АТС на 2000 номеров. В 1998 году была введена в эксплуатацию цифровая телефонная станция АТС-6 на 10000 номеров, на базе оборудования AXE-10 шведской фирмы «Эрикссон-Телеком».

## Медицина
Вплоть до конца 1950 года в г. Салавате не было службы родовспоможения. Беременных, рожениц и родильниц обслуживал роддом в г. Ишимбае. С конца 1950 года в Салавате развернули 2 акушерские койки в бараке при Санитарном отделе Управления комбината, которые работали до февраля 1954 года.
22 февраля 1954 года открылось родильное отделение при МСЧ комбината № 18. В июле 1954 года выделены гинекологические койки в этом же здании. В 1955 году развернуто 75 коек: акушерских — 50, гинекологических −25. 1961 год — открывается гинекологическое отделение по ул. Северной на 50 коек. 1962 год — впервые открывается обсервационное родильное отделение при МСЧ СМЗ. В 1962 году в городе развернуто всего 165 коек: Акушерских — 65, гинекологических — 90.
В 1990-х годах началось строительство городской больницы на улице Губкина.

## Демонстрации и митинги
Ежегодными событиями в городе являлись демонстрации трудящихся. Первые демонстрации в 1940-х годах проходили на ул. Строителей. В 1950-х годах с окончанием строительства кинотеатра «Родина» — на пл. Сталина (Комсомольская), с 1960-х годов — на пл. Ленина. Демонстрации проходили в праздники — солидарности трудящихся 1 мая и годовщины Великой Октябрьской Социалистической революции — 7 ноября, с введением праздника Дня победы — 9 мая.
Для проведения митингов на пл. Сталина устанавливалась временная деревянная трибуна, на пл. Ленина перед зданием администрации была сооружена ныне разрушенная стационарная трибуна. Дома на площади украшались портретами действующих членов политбюро и Генеральных секретарей КПСС, К. Маркса, Ф. Энгельса, В. И. Ленина.
Демонстрации начинались в 10 часов утра кратким выступлением первого секретаря горкома партии, руководителей города. Зачем начиналось шествие колонн коллективов предприятий, школ, техникумов, спортивных секций. Колонны трудящихся сопровождали оборудованные плакатами машины. Площади со стороны улиц перегораживались грузовиками. Наиболее интересными были колонны спортсменов, которые на площади образовывали разнообразные фигуры, артистов на грузовиках в образе Ленина и Салавата Юлаева. Демонстрации сопровождались чтением напечатанных загодя в центральных газетах лозунгов и патриотической музыкой. Народ призывали к борьбе за мир, выполнение и перевыполнение заданий пятилеток, хорошей учёбе. Достижения трудящихся должны были наглядно демонстрировать преимущества социализма.
Наиболее значительные митинги организовывались в городе в 1970 году к 100-летию со дня рождения В. И. Ленина, в честь закладки посланий потомкам 2017 года, 2018 года в дни празднования 100-летия Великой Октябрьской социалистической революции (1967) и рождения Комсомола в 1968 году, в дни празднования 40-, 50-летия города Салавата.

## Органы власти
Руководителями города Салавата в разное время являлись:

### Первые секретари горкома партии
- Якимов, Владимир Николаевич — до 1954 года первый секретарь Ишимбайского, с 1954 по 1959 год — Салаватского горкома партии[23], депутат Верховного Совета БАССР второго созыва[24]
- Анисимов Семен Семенович (1959—1963)
- Никитин Геннадий Михайлович (1963—1972)
- Аминов Лерон Халитович (1972—1976)
- Хамзин, Фарит Хабибуллович (1976—1987)
- Бартенев, Евгений Константинович (1987—1991)

### Председатели исполкома
- Субхангулов, Сахиула Шакирович (1949—1954) — председатель исполкома поселкового Совета депутатов трудящихся
- Ишмухаметов, Рауль Ахметгареевич (1954—1963)[25] — председатель исполкома городского Совета депутатов трудящихся
- Фаткуллин, Хусаин Аглиуллович (1963—1970)[26]
- Аминов Лерон Халитович (1970—1972)
- Богданов Иван Антонович (1972—1986)[27]
- Галиев, Асгат Талгатович (1986—1991, 1999—2002)
- Бартенев, Евгений Константинович (1991—1997)
- Николаевский С. А. — (1997—1999)
- Ишкинина, Фина Сарваретдиновна (2000—2003)
- Черных, Юрий Алексеевич (2005—2008)
- Михайлов, Александр Сергеевич (2008—2012)
- Давыдова, Лариса Владимировна — председатель Совета городского округа Салават с 2012 года.

### Главы администрации города
- Сигаков, Николай Иванович (1997—1998)
- Алимов Юрий Борисович (2002—2004)
- Паршиков Геннадий Петрович (2005—2008)
- Рахимов Халил Халяфович[28] (2008—2009)
- Бухарметов, Радик Мазгарович[29] (2009—2011)
- Гильманов, Фарит Фаррахович (c 2011 г.)

## Демография
В 2011 году в городе насчитывалось 340 многодетных семей (в 280 — 3 детей, в 37 — 4 детей, в 10 — 5 детей, … 1 семья — 9 детей)